# Fulham Football Club 2012-2013
Questa voce raccoglie le informazioni riguardanti il Fulham Football Club nelle competizioni ufficiali della stagione 2012-2013.

## Stagione
Il Fulham chiuse la stagione al 12º posto in classifica. L'avventura nella Football League Cup 2012-2013 terminò al secondo turno, con l'eliminazione per mano dello Sheffield Wednesday; quella nella FA Cup, invece, si chiuse con l'eliminazione da parte del Manchester United al quarto turno.
I giocatori più utilizzati in stagione furono Brede Hangeland, Sascha Riether e Mark Schwarzer, con 39 presenze ciascuno. Dimităr Berbatov fu invece il miglior marcatore, con le sue 15 reti (tutte in campionato).

## Maglie e sponsor
Lo sponsor tecnico per la stagione 2012-2013 fu Kappa, mentre lo sponsor ufficiale fu FxPro. La divisa casalinga era composta da una maglia a strisce fine nere, con pantaloncini e neri calzettoni bianconeri. Quella da trasferta era invece composta da una maglietta arancione e nera, pantaloncini bianchi e calzettoni bianco-arancioni. Infine, la terza divisa era totalmente nera, con una striscia in diagonale arancione e bianca, con pantaloncini neri e calzettoni bianconeri.
| Casa | Trasferta | Terza divisa |

## Rosa
| N. |                             | Ruolo | Calciatore          |
| -- | --------------------------- | ----- | ------------------- |
| 1  | Australia (bandiera)        | P     | Mark Schwarzer      |
| 2  | Irlanda (bandiera)          | D     | Stephen Kelly       |
| 3  | Norvegia (bandiera)         | D     | John Arne Riise     |
| 4  | Svizzera (bandiera)         | D     | Philippe Senderos   |
| 5  | Norvegia (bandiera)         | D     | Brede Hangeland     |
| 6  | Irlanda del Nord (bandiera) | D     | Chris Baird         |
| 7  | Inghilterra (bandiera)      | C     | Steve Sidwell       |
| 8  | Svizzera (bandiera)         | C     | Pajtim Kasami       |
| 9  | Bulgaria (bandiera)         | A     | Dimităr Berbatov    |
| 10 | Croazia (bandiera)          | A     | Mladen Petrić       |
| 11 | Costa Rica (bandiera)       | A     | Bryan Ruiz          |
| 12 | Ghana (bandiera)            | C     | Emmanuel Frimpong   |
| 13 | Inghilterra (bandiera)      | D     | David Stockdale     |
| 14 | Grecia (bandiera)           | C     | Giōrgos Karagkounīs |
| 15 | Inghilterra (bandiera)      | C     | Kieran Richardson   |
| 16 | Irlanda (bandiera)          | C     | Damien Duff         |
| 17 | Inghilterra (bandiera)      | D     | Matthew Briggs      |
| 18 | Irlanda del Nord (bandiera) | D     | Aaron Hughes        |
| 19 | Mali (bandiera)             | C     | Mahamadou Diarra    |

| N. |                        | Ruolo | Calciatore           |
| -- | ---------------------- | ----- | -------------------- |
| 20 | Colombia (bandiera)    | A     | Hugo Rodallega       |
| 21 | Svizzera (bandiera)    | C     | Kerim Frei           |
| 22 | Ungheria (bandiera)    | C     | Csaba Somogyi        |
| 24 | Iran (bandiera)        | C     | Ashkan Dejagah       |
| 25 | Bulgaria (bandiera)    | D     | Stanislav Manolev    |
| 25 | Senegal (bandiera)     | C     | Mickaël Tavares      |
| 27 | Germania (bandiera)    | D     | Sascha Riether       |
| 28 | Paesi Bassi (bandiera) | C     | Urby Emanuelson      |
| 29 | Galles (bandiera)      | C     | Simon Davies         |
| 30 | Belgio (bandiera)      | C     | Moussa Dembélé       |
| 31 | Svezia (bandiera)      | C     | Alexander Kačaniklić |
| 32 | Algeria (bandiera)     | D     | Rafik Halliche       |
| 33 | Camerun (bandiera)     | C     | Eyong Enoh           |
| 38 | Filippine (bandiera)   | P     | Neil Etheridge       |
| 39 | Italia (bandiera)      | A     | Marcello Trotta      |
| 41 | Inghilterra (bandiera) | D     | Alex Smith           |
| 42 | Inghilterra (bandiera) | C     | Charles Banya        |
| 44 | Scozia (bandiera)      | D     | Jack Grimmer         |

## Calciomercato

### Sessione estiva(dal 01/07 al 31/08)
| Acquisti | Acquisti          | Acquisti        | Acquisti      |
| R.       | Nome              | da              | Modalità      |
| -------- | ----------------- | --------------- | ------------- |
| D        | Sascha Riether    | Colonia         | prestito      |
| C        | Ashkan Dejagah    | Wolfsburg       | definitivo    |
| C        | Kieran Richardson | Sunderland      | definitivo    |
| A        | Dimităr Berbatov  | Manchester Utd  | definitivo    |
| A        | Danny Hoesen      | Fortuna Sittard | fine prestito |
| A        | Richard Peniket   | Hereford Utd    | fine prestito |
| A        | Mladen Petrić     |                 | svincolato    |
| A        | Hugo Rodallega    |                 | svincolato    |

| Cessioni | Cessioni          | Cessioni      | Cessioni   |
| R.       | Nome              | a             | Modalità   |
| -------- | ----------------- | ------------- | ---------- |
| P        | Marcus Bettinelli | Dartford      | prestito   |
| D        | Zdeněk Grygera    |               | ritiro     |
| D        | Rafik Halliche    | Académica     | definitivo |
| C        | Moussa Dembélé    | Tottenham     | definitivo |
| C        | Dickson Etuhu     | Blackburn     | definitivo |
| C        | Marcel Gecov      | Gent          | definitivo |
| C        | Danny Murphy      |               | svincolato |
| C        | Bjørn Helge Riise |               | svincolato |
| A        | Clint Dempsey     | Tottenham     | definitivo |
| A        | Corey Gameiro     | Eindhoven     | prestito   |
| A        | Danny Hoesen      | Ajax          | definitivo |
| A        | Andy Johnson      |               | svincolato |
| A        | Richard Peniket   | Kidderminster | prestito   |
| A        | Pavel Pogrebnjak  |               | svincolato |
| A        | Orlando Sá        |               | svincolato |

### Tra le due sessioni
| Acquisti | Acquisti            | Acquisti       | Acquisti      |
| R.       | Nome                | da             | Modalità      |
| -------- | ------------------- | -------------- | ------------- |
| P        | Neil Etheridge      | Bristol Rovers | fine prestito |
| D        | Matthew Briggs      | Bristol City   | fine prestito |
| C        | Kerim Frei          | Cardiff City   | fine prestito |
| C        | Giōrgos Karagkounīs |                | svincolato    |
| C        | Mickaël Tavares     |                | svincolato    |

| Cessioni | Cessioni        | Cessioni       | Cessioni |
| R.       | Nome            | a              | Modalità |
| -------- | --------------- | -------------- | -------- |
| P        | Neil Etheridge  | Bristol Rovers | prestito |
| D        | Matthew Briggs  | Bristol City   | prestito |
| D        | Dan Burn        | Yeovil Town    | prestito |
| C        | Kerim Frei      | Cardiff City   | prestito |
| A        | Marcello Trotta | Brentford      | prestito |

### Sessione invernale(dal 01/01 al 31/01)
| Acquisti | Acquisti          | Acquisti      | Acquisti      |
| R.       | Nome              | da            | Modalità      |
| -------- | ----------------- | ------------- | ------------- |
| D        | Stanislav Manolev | PSV           | prestito      |
| D        | Alex Smith        | Leyton Orient | fine prestito |
| C        | Urby Emanuelson   | Milan         | prestito      |
| C        | Eyong Enoh        | Ajax          | prestito      |
| C        | Emmanuel Frimpong | Arsenal       | prestito      |
| A        | Corey Gameiro     | Eindhoven     | fine prestito |
| A        | Richard Peniket   | Kidderminster | fine prestito |

| Cessioni | Cessioni        | Cessioni    | Cessioni                 |
| R.       | Nome            | a           | Modalità                 |
| -------- | --------------- | ----------- | ------------------------ |
| P        | David Stockdale | Hull City   | prestito                 |
| D        | Stephen Kelly   | Reading     | definitivo               |
| C        | Pajtim Kasami   | Lucerna     | prestito                 |
| C        | Mickaël Tavares |             | rescissione contrattuale |
| A        | Richard Peniket | Telford Utd | prestito                 |

### Dopo la sessione invernale
| Acquisti | Acquisti             | Acquisti    | Acquisti      |
| R.       | Nome                 | da          | Modalità      |
| -------- | -------------------- | ----------- | ------------- |
| P        | Csaba Somogyi        | Dartford    | fine prestito |
| D        | Alex Smith           | Stevenage   | fine prestito |
| C        | Alexander Kačaniklić | Burnley     | fine prestito |
| C        | Ryan Williams        | Gillingham  | fine prestito |
| A        | Richard Peniket      | Telford Utd | fine prestito |

| Cessioni | Cessioni             | Cessioni   | Cessioni |
| R.       | Nome                 | a          | Modalità |
| -------- | -------------------- | ---------- | -------- |
| P        | Csaba Somogyi        | Dartford   | prestito |
| D        | Matthew Briggs       | Watford    | prestito |
| D        | Alex Smith           | Stevenage  | prestito |
| C        | Alexander Kačaniklić | Burnley    | prestito |
| C        | Josh Pritchard       | Tromsø     | prestito |
| C        | Ryan Williams        | Gillingham | prestito |

## Risultati

### Premier League
| Arbitro: | Oliver (Ashington) |

|                                                            |           |  |
| Duff 27’ Petrić 42’, 54’ Kačaniklić 66’ Sidwell 90’ (rig.) | Marcatori |  |

| Arbitro: | Friend (Leicestershire) |

|                                      |           |                          |
| van Persie 10’ Kagawa 35’ Rafael 41’ | Marcatori | 3’ Duff 64’ (aut.) Vidić |

| Arbitro: | Taylor (Wythenshawe) |

|                              |           |  |
| Nolan 1’ Reid 29’ Taylor 41’ | Marcatori |  |

| Arbitro: | East (Wiltshire) |

|                                      |           |  |
| Berbatov 32’, 45’ (rig.) Sidwell 89’ | Marcatori |  |

| Arbitro: | Probert (South Gloucestershire) |

|          |           |                        |
| Koné 90’ | Marcatori | 31’ Rodallega 68’ Duff |

| Arbitro: | Halsey (Welwyn Garden City) |

|                   |           |                      |
| Petrić 10’ (rig.) | Marcatori | 44’ Agüero 87’ Džeko |

| Arbitro: | Clattenburg (Consett) |

|               |           |                                    |
| Fonte 4’, 90’ | Marcatori | 70’ (aut.) Hooiveld 88’ Richardson |

| Arbitro: | Foy (St Helens) |

|           |           |  |
| Baird 84’ | Marcatori |  |

| Arbitro: | Jones (Chester) |

|                                              |           |                                 |
| Leigertwood 26’ McCleary 85’ Robson-Kanu 90’ | Marcatori | 61’ Ruiz 77’ Baird 88’ Berbatov |

| Arbitro: | Swarbrick (Preston) |

|                              |           |                   |
| Howard 7’ (aut.) Sidwell 90’ | Marcatori | 55’, 72’ Fellaini |

| Arbitro: | Dowd (Staffordshire) |

|                              |           |                                         |
| Giroud 11’, 69’ Podolski 23’ | Marcatori | 29’, 67’ (rig.) Berbatov 40’ Kačaniklić |

| Arbitro: | Probert (South Gloucestershire) |

|            |           |                                        |
| Petrić 62’ | Marcatori | 50’ Fletcher 65’ Cuéllar 70’ Sessègnon |

| Arbitro: | Oliver (Ashington) |

|          |           |  |
| Adam 26’ | Marcatori |  |

| Londra 28 novembre 2012, ore 19:45 14ª giornata | Chelsea              | 0 – 0 referto | Fulham | Stamford Bridge (41.707 spett.)\| Arbitro: \| Taylor (Wythenshawe) \| |
| Arbitro:                                        | Taylor (Wythenshawe) |               |        |                                                                       |

| Arbitro: | Foy (St Helens) |

|  |           |                           |
|  | Marcatori | 56’ Sandro 72’, 77’ Defoe |

| Arbitro: | Mason (Bolton) |

|                           |           |              |
| Sidwell 19’ Rodallega 63’ | Marcatori | 54’ Ben Arfa |

| Arbitro: | Atkinson (Bradford) |

|                  |           |            |
| Taarabt 52’, 69’ | Marcatori | 88’ Petrić |

| Arbitro: | Clattenburg (Consett) |

|                                              |           |  |
| Škrtel 8’ Gerrard 36’ Downing 52’ Suárez 90’ | Marcatori |  |

| Arbitro: | Dowd (Staffordshire) |

|             |           |                    |
| Berbatov 8’ | Marcatori | 85’ (rig.) Lambert |

| Arbitro: | Marriner (Birmingham) |

|          |           |                          |
| Ruiz 56’ | Marcatori | 19’ Graham 52’ de Guzmán |

| Arbitro: | Dean (Wirral) |

|            |           |                             |
| Lukaku 49’ | Marcatori | 39’ Berbatov 58’ Karagounis |

| Arbitro: | Clattenburg (Consett) |

|                |           |              |
| Karagounis 22’ | Marcatori | 71’ Di Santo |

| Arbitro: | Moss (Sunderland) |

|               |           |  |
| Silva 2’, 69’ | Marcatori |  |

| Arbitro: | Foy (St Helens) |

|                                               |           |           |
| Berbatov 10’ Rodallega 49’ O'Brien 90’ (aut.) | Marcatori | 48’ Nolan |

| Arbitro: | Friend (Bristol) |

|  |           |            |
|  | Marcatori | 79’ Rooney |

| Norwich 9 febbraio 2013, ore 15:00 26ª giornata | Norwich City     | 0 – 0 referto | Fulham | Carrow Road (26.816 spett.)\| Arbitro: \| Webb (Rotherham) \| |
| Arbitro:                                        | Webb (Rotherham) |               |        |                                                               |

| Arbitro: | Probert (South Gloucestershire) |

|              |           |  |
| Berbatov 45’ | Marcatori |  |

| Arbitro: | Halsey (Welwyn Garden City) |

|                                  |           |                                 |
| Gardner 37’ (rig.) Sessègnon 70’ | Marcatori | 16’ (rig.) Berbatov 34’ Riether |

| Arbitro: | Dean (Wirral) |

|  |           |                               |
|  | Marcatori | 30’ David Luiz 43’, 71’ Terry |

| Arbitro: | Jones (Chester) |

|  |           |              |
|  | Marcatori | 52’ Berbatov |

| Arbitro: | Probert (South Gloucestershire) |

|                                         |           |                      |
| Berbatov 8’ (rig.), 22’ Hill 41’ (aut.) | Marcatori | 45’ Taarabt 51’ Rémy |

| Arbitro: | Friend (Leicestershire) |

|           |           |  |
| Cissé 90’ | Marcatori |  |

| Arbitro: | Dowd (Staffordshire) |

|              |           |                  |
| N'Zogbia 55’ | Marcatori | 66’ (aut.) Delph |

| Arbitro: | Marriner (Birmingham) |

|  |           |                 |
|  | Marcatori | 43’ Mertesacker |

| Arbitro: | Moss (Sunderland) |

|             |           |  |
| Pienaar 16’ | Marcatori |  |

| Arbitro: | Swarbrick (Preston) |

|               |           |                                                       |
| Ruiz 70’, 77’ | Marcatori | 12’ (rig.), 62’ Robson-Kanu 75’ le Fondre 83’ Karacan |

| Arbitro: | Halsey (Welwyn Garden City) |

|              |           |                         |
| Berbatov 33’ | Marcatori | 36’, 63’, 85’ Sturridge |

| Arbitro: | Moss (Sunderland) |

|  |           |                                            |
|  | Marcatori | 22’ Kačaniklić 78’ Berbatov 90’ Emanuelson |

### Football League Cup
| Arbitro: | Tierney |

|                   |           |  |
| Madine 50’ (rig.) | Marcatori |  |

### FA Cup
| Arbitro: | Mason (Bolton) |

|                |           |               |
| Karagounis 80’ | Marcatori | 60’ Sylvestre |

| Arbitro: | Marriner (Birmingham) |

|                |           |                               |
| Delfouneso 82’ | Marcatori | 90’ Richardson 116’ Hangeland |

| Arbitro: | Clattenburg (Consett) |

|                                               |           |            |
| Giggs 3’ (rig.) Rooney 50’ Hernández 52’, 66’ | Marcatori | 77’ Hughes |

## Statistiche

### Statistiche di squadra
| Competizione        | Punti | In casa | In casa | In casa | In casa | In casa | In casa | In trasferta | In trasferta | In trasferta | In trasferta | In trasferta | In trasferta | Totale | Totale | Totale | Totale | Totale | Totale | DR  |
| Competizione        | Punti | G       | V       | N       | P       | Gf      | Gs      | G            | V            | N            | P            | Gf           | Gs           | G      | V      | N      | P      | Gf     | Gs     | DR  |
| ------------------- | ----- | ------- | ------- | ------- | ------- | ------- | ------- | ------------ | ------------ | ------------ | ------------ | ------------ | ------------ | ------ | ------ | ------ | ------ | ------ | ------ | --- |
| Premier League      | 43    | 19      | 7       | 3       | 9       | 28      | 30      | 19           | 4            | 7            | 8            | 22           | 30           | 38     | 11     | 10     | 17     | 50     | 60     | -10 |
| Football League Cup | -     | 0       | 0       | 0       | 0       | 0       | 0       | 1            | 0            | 0            | 1            | 0            | 1            | 1      | 0      | 0      | 1      | 0      | 1      | -1  |
| FA Cup              | -     | 1       | 0       | 1       | 0       | 1       | 1       | 2            | 1            | 0            | 1            | 3            | 5            | 3      | 1      | 1      | 1      | 4      | 6      | -2  |
| Totale              | -     | 20      | 7       | 4       | 9       | 29      | 31      | 22           | 5            | 7            | 10           | 25           | 36           | 42     | 12     | 11     | 19     | 54     | 67     | -13 |

### Statistiche dei giocatori
| Giocatore     | Premier League | Premier League | Premier League | Premier League | Football League Cup+FA Cup | Football League Cup+FA Cup | Football League Cup+FA Cup | Football League Cup+FA Cup | Coppe europee | Coppe europee | Coppe europee | Coppe europee | Altre coppe | Altre coppe | Altre coppe | Altre coppe | Totale   | Totale | Totale      | Totale     |
| Giocatore     | Presenze       | Reti           | Ammonizioni    | Espulsioni     | Presenze                   | Reti                       | Ammonizioni                | Espulsioni                 | Presenze      | Reti          | Ammonizioni   | Espulsioni    | Presenze    | Reti        | Ammonizioni | Espulsioni  | Presenze | Reti   | Ammonizioni | Espulsioni |
| ------------- | -------------- | -------------- | -------------- | -------------- | -------------------------- | -------------------------- | -------------------------- | -------------------------- | ------------- | ------------- | ------------- | ------------- | ----------- | ----------- | ----------- | ----------- | -------- | ------ | ----------- | ---------- |
| C. Baird      | 19             | 2              | 5              | 0              | 1+2                        | 0                          | 1+0                        | 0                          | ?             | ?             | ?             | ?             | ?           | ?           | ?           | ?           | 22+      | 2+     | 6+          | 0+         |
| C. Banya      | 0              | 0              | 0              | 0              | 0                          | 0                          | 0                          | 0                          | ?             | ?             | ?             | ?             | ?           | ?           | ?           | ?           | 0+       | 0+     | 0+          | 0+         |
| D. Berbatov   | 33             | 15             | 1              | 0              | 0+2                        | 0                          | 0                          | 0                          | ?             | ?             | ?             | ?             | ?           | ?           | ?           | ?           | 35+      | 15+    | 1+          | 0+         |
| M. Briggs     | 5              | 0              | 0              | 0              | 1+2                        | 0                          | 1+1                        | 0                          | ?             | ?             | ?             | ?             | ?           | ?           | ?           | ?           | 8+       | 0+     | 2+          | 0+         |
| A. Dejagah    | 21             | 0              | 3              | 0              | 0+3                        | 0                          | 0                          | 0                          | ?             | ?             | ?             | ?             | ?           | ?           | ?           | ?           | 24+      | 0+     | 3+          | 0+         |
| M. Dembélé    | 2              | 0              | 0              | 0              | 0                          | 0                          | 0                          | 0                          | ?             | ?             | ?             | ?             | ?           | ?           | ?           | ?           | 2+       | 0+     | 0+          | 0+         |
| M. Diarra     | 8              | 0              | 1              | 0              | 0                          | 0                          | 0                          | 0                          | ?             | ?             | ?             | ?             | ?           | ?           | ?           | ?           | 8+       | 0+     | 1+          | 0+         |
| S. Davies     | 0              | 0              | 0              | 0              | 1+2                        | 0                          | 0                          | 0                          | ?             | ?             | ?             | ?             | ?           | ?           | ?           | ?           | 3+       | 0+     | 0+          | 0+         |
| D. Duff       | 31             | 3              | 0              | 0              | 1+2                        | 0                          | 0                          | 0                          | ?             | ?             | ?             | ?             | ?           | ?           | ?           | ?           | 34+      | 3+     | 0+          | 0+         |
| U. Emanuelson | 13             | 1              | 1              | 0              | 0                          | 0                          | 0                          | 0                          | ?             | ?             | ?             | ?             | ?           | ?           | ?           | ?           | 13+      | 1+     | 1+          | 0+         |
| E. Enoh       | 9              | 0              | 3              | 0              | 0                          | 0                          | 0                          | 0                          | ?             | ?             | ?             | ?             | ?           | ?           | ?           | ?           | 9+       | 0+     | 3+          | 0+         |
| N. Etheridge  | 0              | 0              | 0              | 0              | 0                          | 0                          | 0                          | 0                          | ?             | ?             | ?             | ?             | ?           | ?           | ?           | ?           | 0+       | 0+     | 0+          | 0+         |
| K. Frei       | 7              | 0              | 0              | 0              | 0+1                        | 0                          | 0                          | 0                          | ?             | ?             | ?             | ?             | ?           | ?           | ?           | ?           | 8+       | 0+     | 0+          | 0+         |
| E. Frimpong   | 6              | 0              | 1              | 0              | 0                          | 0                          | 0                          | 0                          | ?             | ?             | ?             | ?             | ?           | ?           | ?           | ?           | 6+       | 0+     | 1+          | 0+         |
| J. Grimmer    | 0              | 0              | 0              | 0              | 0                          | 0                          | 0                          | 0                          | ?             | ?             | ?             | ?             | ?           | ?           | ?           | ?           | 0+       | 0+     | 0+          | 0+         |
| R. Halliche   | 0              | 0              | 0              | 0              | 0                          | 0                          | 0                          | 0                          | ?             | ?             | ?             | ?             | ?           | ?           | ?           | ?           | 0+       | 0+     | 0+          | 0+         |
| B. Hangeland  | 35             | 0              | 2              | 1              | 1+3                        | 0+1                        | 0                          | 0                          | ?             | ?             | ?             | ?             | ?           | ?           | ?           | ?           | 39+      | 1+     | 2+          | 1+         |
| A. Hughes     | 24             | 0              | 1              | 0              | 1+3                        | 0+1                        | 0                          | 0                          | ?             | ?             | ?             | ?             | ?           | ?           | ?           | ?           | 28+      | 1+     | 1+          | 0+         |
| A. Kačaniklić | 20             | 4              | 0              | 0              | 1+3                        | 0                          | 0                          | 0                          | ?             | ?             | ?             | ?             | ?           | ?           | ?           | ?           | 24+      | 4+     | 0+          | 0+         |
| G. Karagounis | 25             | 1              | 3              | 0              | 0+3                        | 0+1                        | 0                          | 0                          | ?             | ?             | ?             | ?             | ?           | ?           | ?           | ?           | 28+      | 2+     | 3+          | 0+         |
| P. Kasami     | 2              | 0              | 0              | 0              | 1+0                        | 0                          | 1+0                        | 0                          | ?             | ?             | ?             | ?             | ?           | ?           | ?           | ?           | 3+       | 0+     | 1+          | 0+         |
| S. Kelly      | 2              | 0              | 0              | 0              | 1+0                        | 0                          | 0                          | 0                          | ?             | ?             | ?             | ?             | ?           | ?           | ?           | ?           | 3+       | 0+     | 0+          | 0+         |
| S. Manolev    | 5              | 0              | 2              | 0              | 0                          | 0                          | 0                          | 0                          | ?             | ?             | ?             | ?             | ?           | ?           | ?           | ?           | 5+       | 0+     | 2+          | 0+         |
| M. Petrić     | 23             | 5              | 0              | 0              | 0+1                        | 0                          | 0                          | 0                          | ?             | ?             | ?             | ?             | ?           | ?           | ?           | ?           | 24+      | 5+     | 0+          | 0+         |
| K. Richardson | 14             | 1              | 2              | 0              | 0+2                        | 0+1                        | 0+1                        | 0                          | ?             | ?             | ?             | ?             | ?           | ?           | ?           | ?           | 16+      | 2+     | 3+          | 0+         |
| S. Riether    | 35             | 1              | 4              | 0              | 1+3                        | 0                          | 0+1                        | 0                          | ?             | ?             | ?             | ?             | ?           | ?           | ?           | ?           | 39+      | 1+     | 5+          | 0+         |
| J. Riise      | 31             | 0              | 4              | 0              | 0+1                        | 0                          | 0                          | 0                          | ?             | ?             | ?             | ?             | ?           | ?           | ?           | ?           | 32+      | 0+     | 4+          | 0+         |
| H. Rodallega  | 29             | 3              | 0              | 0              | 1+3                        | 0                          | 0                          | 0                          | ?             | ?             | ?             | ?             | ?           | ?           | ?           | ?           | 33+      | 3+     | 0+          | 0+         |
| B. Ruiz       | 29             | 4              | 2              | 0              | 0+2                        | 0                          | 0                          | 0                          | ?             | ?             | ?             | ?             | ?           | ?           | ?           | ?           | 31+      | 4+     | 2+          | 0+         |
| M. Schwarzer  | 36             | 0              | 0              | 0              | 1+2                        | 0                          | 0                          | 0                          | ?             | ?             | ?             | ?             | ?           | ?           | ?           | ?           | 39+      | 0+     | 0+          | 0+         |
| P. Senderos   | 21             | 0              | 6              | 0              | 0+1                        | 0                          | 0                          | 0                          | ?             | ?             | ?             | ?             | ?           | ?           | ?           | ?           | 22+      | 0+     | 6+          | 0+         |
| S. Sidwell    | 28             | 4              | 7              | 2              | 1+2                        | 0                          | 1+0                        | 0                          | ?             | ?             | ?             | ?             | ?           | ?           | ?           | ?           | 31+      | 4+     | 8+          | 2+         |
| A. Smith      | 1              | 0              | 0              | 0              | 0                          | 0                          | 0                          | 0                          | ?             | ?             | ?             | ?             | ?           | ?           | ?           | ?           | 1+       | 0+     | 0+          | 0+         |
| C. Somogyi    | 0              | 0              | 0              | 0              | 0                          | 0                          | 0                          | 0                          | ?             | ?             | ?             | ?             | ?           | ?           | ?           | ?           | 0+       | 0+     | 0+          | 0+         |
| D. Stockdale  | 2              | 0              | 0              | 0              | 0+1                        | 0                          | 0                          | 0                          | ?             | ?             | ?             | ?             | ?           | ?           | ?           | ?           | 3+       | 0+     | 0+          | 0+         |
| M. Tavares    | 0              | 0              | 0              | 0              | 0                          | 0                          | 0                          | 0                          | ?             | ?             | ?             | ?             | ?           | ?           | ?           | ?           | 0+       | 0+     | 0+          | 0+         |
| M. Trotta     | 0              | 0              | 0              | 0              | 1+0                        | 0                          | 0                          | 0                          | ?             | ?             | ?             | ?             | ?           | ?           | ?           | ?           | 1+       | 0+     | 0+          | 0+         |